# Anden i flaskan
Se även Anden i flaskan (SVT).
Anden i flaskan är en av sagorna i Tusen och en natt.

## Handling
En fiskare hittar en flaska i sitt nät, och när han öppnar den kommer en väldig ande ut ur den. Anden är vred för att han har varit instängd i flaskan så länge och berättar att han därför tänker döda fiskaren. Fiskaren överlistar dock anden genom att säga att han inte tror att en så stor ande verkligen får plats i en liten flaska, varpå anden förtörnat flyger in i flaskan igen för att visa att det går, och fiskaren är då inte sen att försluta flaskan igen. Nu får anden böna och be för att bli utsläppt igen och fiskaren släpper ut honom först när han har lovat att inte hämnas. Anden avser i stället att belöna fiskaren och för honom till en sjö, vars fiskar fiskaren sedan tar till kungen. Fiskarna är förtrollade, vilket leder till att fiskaren får visa kungen vägen till sjön. Väl där kommer kungen att spela huvudrollen i nästa saga i Tusen och en natt, Förstenade prinsen och brokiga fiskarna.

## Andar i flaskor i andra sagor
Motivet med anden i flaskan liknar lampans ande i sagan om Aladdin, som också finns med i Tusen och en natt.
En ande i en flaska förekommer också i inledningen till Astrid Lindgrens sagoroman Mio, min Mio.